# الشبيه

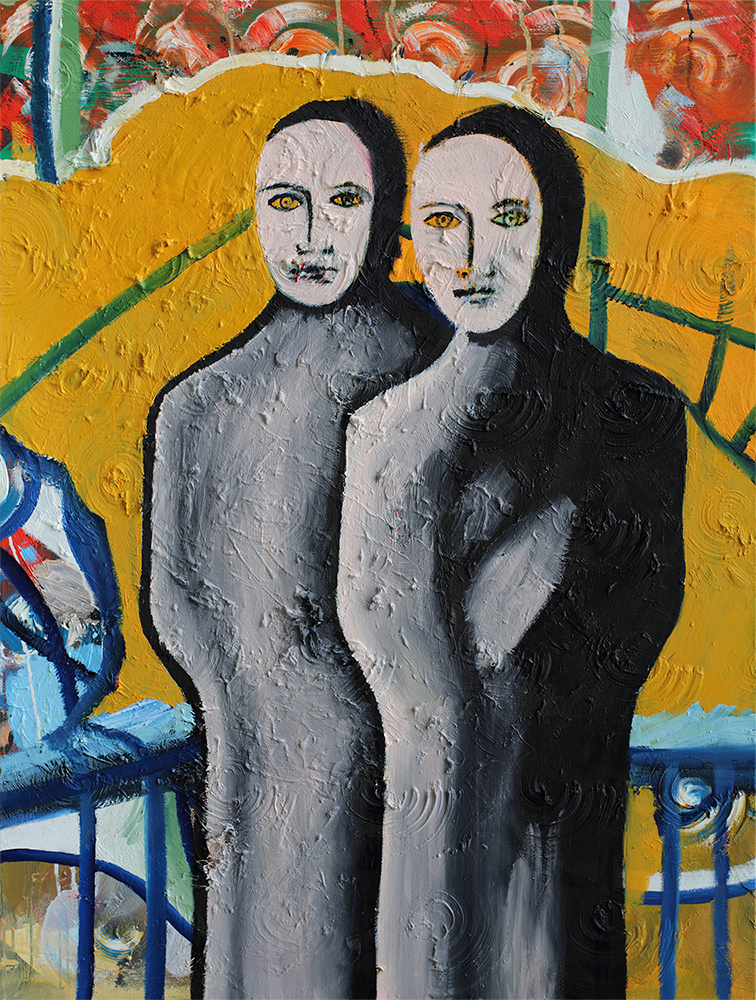
"Doppelganger رقم 1" ، لوحة سيباستيان بينيك ، 2018.

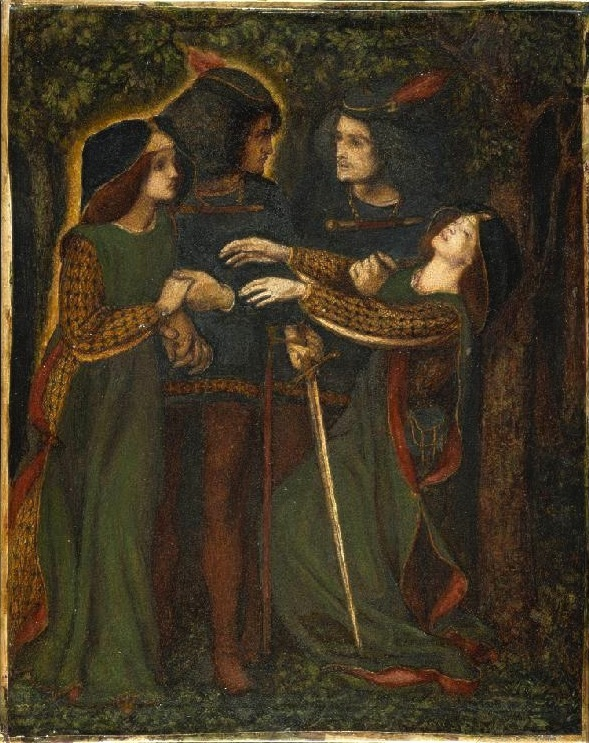
لوحة كيف التقوا بأنفسهم للفنان البريطاني دانتي جابرييل روزيتي

الشبيه أو الدوبلغنجر (بالألمانية: Doppelgänger) هو نسخة مطابقة أو مشابهة لشخصٍ على قيد الحياة، ومفهومه مشابه نوعًا ما لمفهوم القرين في الإسلام. في أغلب الثقافات والحكايات تعتبر رؤية شبيهٍ لشخصٍ ما نذيرًا بالشؤم؛ فَحين يُرى من قِبَل أحد أفراد العائلة أو الأصدقاء فهو دليل على أن ذلك الشخص في خطر أو أنه سيمرض، أما إن رأى الإنسان شبيهه فهذه علامة على أن موته قد اقترب. بعض الثقافات تعتبره التوأم الشرير للشخص، وثقافات أخرى تراه نوعًا من اللعنات أو السحر.
نظرًا لعدم وجود تفسير علمي واضح للشبيه فإنه أحيانًا يصنف كظاهرة خارقة للطبيعة، ويطلق عليها ظاهرة الشبيه، أو ظاهرة أشباح الأحياء.

## التسمية
كلمة (دوبلغنجر) هي كلمة دخيلة مستعملة في عدة لغات لوصف الشبيه، أصلها الكلمة الألمانية (Doppelgänger) المكوَّنة من مقطعين؛ Doppel وتعني (مزدوج)، وgänger وتعني (الماشي)، والكلمة بأكملها تعني الشخص المزدوج. استُعملت الكلمة لأول مرَّة عام 1796م من قِبَل الكاتب الألماني جان بول في إحدى رواياته. وقد ساعد على انتشار استعمالها في لغات أخرى غير الألمانية مؤلفاتٌ تتحدث عن الظاهرة وتشير إليها بهذا الاسم.
أحيانًا تستعمل كلمة (دوبلغنجر) في تلك اللغات بشكلٍ أعم لوصف أي شخصٍ مشابهٍ لشخصٍ آخر في المظهر أو التصرُّفات.

## الأسطورة
رُبطت ظاهرة الشبيه كثيرًا بمفهوم الأنا الثانية واعتُبرت أحد التفسيرات للظاهرة، وقد ظهر الشبيه بشكلٍ كبير في التراث الديني والفلكلور وفي كثيرٍ من الأساطير والثقافات على مرِّ التاريخ البشري، منها:
- في الأساطير الفرعونية تجسَّد الشبيه في كا (الروح المزدوجة)، وهو الروح التي تملك نفس ذكريات ومشاعر صاحبها، وفي أحد تلك الأساطير ذكر أن الكا (الشبيه) الخاص بالأميرة الإغريقية هيلين هو من أضلَّ الطراودي باريس، وهو من ساعد على إيقاف حرب الطراودة.
- في الأساطير الإسكندنافية تجسَّد الشبيه في ما يدعى بفادوغجر (Vardøger)، وهو شبح شخصٍ ما يكون مشابهًا له في المظهر والصوت والرائحة وله نفس تصرُّفاته، وغالبًا لا يُصوَّر ذلك الشبح على أنه شرير، يُرى وهو يقوم بفعل معيَّن أمام الناس وبعدها يأتي الشخص الحقيقي ويفعل مثلما فعل الشبح تمامًا، هذا المفهوم موجود أيضًا في الأساطير الفنلندية باسم إتياينِن (Etiäinen)، لكن مع إشارة واضحة إلى أن الكائن جني أو ما يشابه القرين، بينما في أساطير إسكندنافيا يتم أيضًا تفسير هذا على أنه نوع من الديجا فو العكسي.
- في الأساطير الاسكتلندية تجسَّد الشبيه في الأنكو (Ankou)، وهو كائن يظهر لينذر بموت شخصٍ ما، ثم يأخذ روح ذلك الشخص.

## قصص من الواقع
ظهر الشبيه بأشكاله المختلفة في كثيرٍ من الأعمال الأدبية، من أبرزها رواية الشبيه للكاتب الروسي دوستويفسكي، والتي تتحدث عن رجل يعمل مع شبيهه الذي يحاول التدخُّل في شؤونه وأخذ مكانه حتى يتسبب له بخللٍ نفسي يودي به إلى مصحة نفسية. للشبيه أيضًا ظهور في العديد من القصص الواقعية، منها ما هو لأشخاص عاديين، ومنها ما هو لأشخاص مشهورين كالأدميرال جورج تريون، هذه قصته وقصصٌ أخرى أثارت جدلًا:

### الأدميرال جورج تريون
قصة الأدميرال جورج تريون تُعد أشهر قصص ظهور الشبيه. في الثاني والعشرين من يونيو عام 1893م حدث أن زوجته كانت تقيم حفلًا كبيرًا لأصدقائهما في منزلهما في لندن، في أثناء الحفل ظهر الأدميرال جورج تريون مرتديًا ملابسه العسكرية كاملة نازلًا من أعلى الدرج، ثم عبر غرفة المعيشة دون أن يتحدث أو ينظر لأحد، حتى وصل للباب ففتحه واختفى حينها. في نفس الوقت الذي ظهر فيه كان الأدميرال يقود مناورة بحرية عند سواحل سوريا، وقد أعطى أمرًا خاطئًا للسفينة التي كان يركبها أن تستدير، فصدمت السفينة الأخرى صدمةً عنيفة أدت إلى غرق الأولى، تسبب الأدميرال في غرق 357 بحارًا، ولسوء حظه كان هو أيضًا في السفينة التي غرقت، آخر جملة قالها قبل أن يغرق كانت: «إنَّه خطئي بالكامل».
تم تفسير حادثة ظهور شبيه الأدميرال على أنها كانت إنذارًا لزوجته وعائلته بأنه سيموت.

### يوهان فولفغانغ
الأديب العظيم يوهان فولفغانغ كان له حادثتان غريبتان مع الشبيه، الأولى حين رأى شبيهه، بعد افتراقه عن فتاة تدعى فريديريكا كان يمشي على الرَّصيف، فرأى شخصًا غامضًا يتَّجه نحوه، يقول الأديب أنه بكلِّ وضوحٍ كان نفسه! لكنه كان يرتدي ملابس مختلفة، وسرعان ما اختفى ونسيَ يوهان الحادثة، لكن بعد ثمان أعوام وجد يوهان نفسه يمشي على نفس الرصيف بالاتجاه المعاكس لمقابلة فريديريكا مرتديًا نفس الملابس التي رآها على شبيهه.
الثانية كانت حين رأى شبيه صديقه فريديك ماشيًا في الشارع مرتديًا ملابس ليوهان، وحين عودته لمنزله وجد صديقه ينتظره مرتديًا نفس الملابس التي رآه بها في الشارع قائلًا بأن ملابسه تبللت بسبب المطر فارتدى هذه حتى تجف ملابسه.

### المعلمة إميلي ساجي
تتميز قصة الأستاذة إميلي ساجي بأنَّ الجميع قد رأوا شبيهتها لكنها لم ترها أبدًا. المعلمة ساجي معلمة ممتازة، لكنها بسبب شبيهتها لم تكن تستقر في أي مكان عمل، فقد غيرت مكان عملها 19 مرَّة خلال 16 سنة. في عام 1845 شوهدت شبيهتها أثناء إحدى حصصها من قِبَل 13 طالبة، كانت تقف بجانبها وهي تشرح وتقلد حركاتها. لم تكن هذه المرَّة الوحيدة في نفس المدرسة، ففي أحد الحصص كان الجميع يستطعيون رؤية أستاذة ساجي تعمل في الحديقة خارج الفصل، لكن فجأة ظهرت شبيهتها جالسة على كرسي المعلمة في الفصل، حاولت بعض الطالبات الاقتراب منها لكنهم خافوا وسرعان ما اختفت، أحدثت تلك الحادثة ضجة لدرجة أن بعض أولياء الأمور بدؤوا يهددون بسحب بناتهم من المدرسة، وبعد أسبوع فُصلت المعلمة كالعادة.
لاحظت أستاذة ساجي أنَّ خمولًا بسيطًا وشعورًا بالدوار يصيبها حين تظهر شبيهتها، لكنَّها مع ذلك ومع كل تلك الحوادث لم ترها أبدًا.

### توأم الغرباء
مع ظهور وسائل التواصل الاجتماعي، تم الإبلاغ عن عدة حالات لأشخاص عثروا على «توأم غريب» عبر الإنترنت، وهو مصطلح حديث للتشبيه. هناك العديد من مواقع الويب حيث يمكن للمستخدمين تحميل صورة لأنفسهم ويحاول برنامج التعرف على الوجه مطابقتها مع مستخدم آخر يشبه المظهر. ذكرت بعض هذه المواقع أنها عثرت على العديد من المتشابهين الأحياء.